# 도요오카촌 (아이치현 지타군)
도요오카촌(豊丘村)은 아이치현 지타군에 설치되었던 촌이다. 현재의 미하마정과 미나미치타정에 해당한다.